# Polichno (województwo pomorskie)
Polichno (kaszb. Pòlëchno) – osada w Polsce położona w województwie pomorskim, w powiecie słupskim, w gminie Kępice. Osada wchodzi w skład sołectwa Płocko.
W latach 1975–1998 miejscowość należała administracyjnie do województwa słupskiego
Inne miejscowości o nazwie Polichno: Polichno